# Accord de libre-échange entre le Pérou et le Panama
L'accord de libre-échange entre le Pérou et le Panama est un accord de libre-échange signé le 25 mai 2011 et entré en application le 1er mai 2012. Près de 95 % des produits échangés entre les deux pays, dont un certain nombre de produits agricoles, sont concernés à terme par une suppression des droits de douane.